# Raphaël Gaillard
Pour les articles homonymes, voir Gaillard.
Pour le photographe, voir Raphaël Gaillarde.
 (mai 2024).
Si vous disposez d'ouvrages ou d'articles de référence ou si vous connaissez des sites web de qualité traitant du thème abordé ici, merci de compléter l'article en donnant les références utiles à sa vérifiabilité et en les liant à la section « Notes et références ».
Raphaël Gaillard, né le 1er juin 1976 à Paris, est un médecin, psychiatre et écrivain français, spécialiste des neurosciences cognitives, de la dépression et de la schizophrénie. Il est élu à l'Académie française le 25 avril 2024.

## Biographie
Normalien et médecin, Raphaël Gaillard est professeur de psychiatrie à l’université Paris-Cité, chargé du pôle hospitalo-universitaire de l’hôpital Sainte-Anne. Passionné par la mythologie, la philosophie et la littérature, il est aussi un musicien.
Après une thèse de sciences sur les bases cérébrales de la conscience et un post-doctorat à l’université de Cambridge, il a poursuivi ses travaux de recherches en neurosciences cognitives et computationnelles, visant à modéliser le fonctionnement cérébral avec les outils informatiques et les apports de l’imagerie cérébrale. Ses travaux ont été publiés dans des revues scientifiques internationales (plus de 150 publications, notamment Proceedings of the National Academy of Sciences et la principale revue de psychiatrie, Molecular Psychiatry). Avec Stanislas Dehaene, il a développé un modèle cognitif de la schizophrénie, considérée comme liée à une perturbation de l’accès à la conscience. Dans la continuité de ses études de biologie-chimie à l’École normale supérieure de la rue d’Ulm, il poursuit également des travaux sur la participation de processus inflammatoires aux troubles psychiques, et le rôle des cellules souches.
Il a présidé la sous-section 49-03 de psychiatrie du Conseil national des universités. Expert judiciaire, il préside la Compagnie des experts médecins près la cour d'appel de Paris (CEMCAP) et il est vice-président du conseil départemental de la ville de Paris de l’Ordre des médecins. Il anime le principal congrès francophone de psychiatrie, le congrès de l’Encéphale, ainsi que la revue éponyme.
Il préside la Fondation Pierre-Deniker, qui œuvre pour la recherche en santé mentale et une meilleure connaissance des troubles psychiques par le grand public.
Il obtint les prix Pierre-Robin, en 2005, puis Louis-Forest, en 2008, de la chancellerie des universités de Paris. Le prix de l’Innovation thérapeutique Béatrice Denys lui fut décerné en 2017. Il fut lauréat en 2019 du prix Maria et Philippe Halphen de l’Académie des sciences. Son ouvrage Un coup de hache dans la tête, Folie et créativité, a été salué en 2022 par le prix Jacques-de-Fouchier de l’Académie française.
Paru en janvier 2024, son essai L’homme augmenté s’attache à montrer en quoi notre cerveau a toutes les raisons de s'hybrider avec la technologie, dont l’intelligence artificielle née en l'imitant. Et comment cette hybridation vient en écho à la grande hybridation de l'humanité, celle de l'avènement de l’écriture et de la lecture.
Le 21 mars 2024, alors qu'il est auditionné par le Sénat sur l'intelligence artificielle, il évoque l'utilisation de technologies de stimulation cérébrale pour les soins apportés à des patients souffrant de troubles neurologiques et psychiatriques, et le fait que ces mêmes technologies sont susceptibles d'augmenter ponctuellement certaines facultés cérébrales (notamment le projet Neuralink).
Le même jour il dépose sa candidature à l'Académie française. Le 25 avril 2024, il est élu au fauteuil de Valéry Giscard d'Estaing dès le premier tour en recueillant quinze voix sur trente votants, soit tout juste la majorité. À 47 ans, il est le benjamin de l'institution, le plus jeune depuis Jean d'Ormesson en 1973. Le 22 mai 2025, Raphaël Gaillard est reçu sous la Coupole par l'historien Pascal Ory qui, dans sa réponse, retrace son parcours de la musique à la médecine, et les évolutions de sa discipline.

## Décorations
- Officier de l'ordre national du Mérite (promu le 15 mai 2025) ; chevalier du 9 décembre 2019[8].

## Publications
- Un coup de hache dans la tête. Folie et créativité, Grasset, 256 p., 2022
- Chantal Henry, Raphaël Gaillard, Josselin Houenou et Marc Masson, Manuel des troubles bipolaires, Elsevier Masson, 2023, 704 p.
- L'homme augmenté : futurs de nos cerveaux, Grasset, 352 p., 2024